# Museu de História Natural de Florença

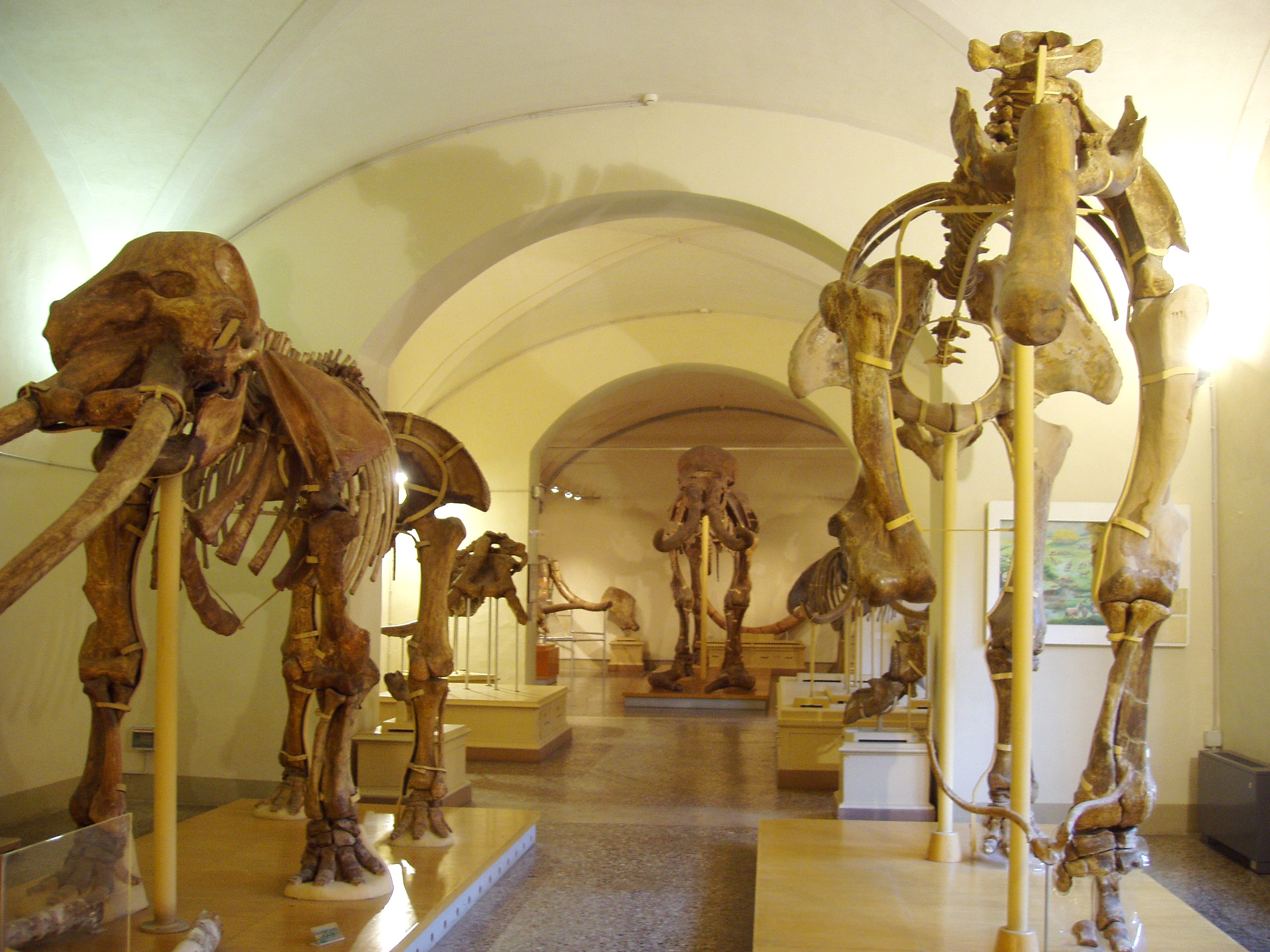

Museu de História Natural de Florença (em italiano: Museo di Storia Naturale) é um museu de história natural em 6 grandes coleções, localizado em Florença, Itália. Faz parte da Universidade de Florença. As coleções do museu estão abertas pela manhãs, exceto às quarta-feiras e sábados, quando fica aberto o dia todo; é cobrada uma taxa de admissão.